# Pilkevers
Pilkevers (Byrrhidae) zijn een familie van insecten die behoort tot de orde der kevers (Coleoptera).

## Taxonomie
De volgende taxa zijn bij de familie ingedeeld:
- Onderfamilie Byrrhinae Latreille, 1804[1]
  - Tribus Byrrhini Latreille, 1804[1]
  - Tribus Exomellini Casey, 1914
  - Tribus Morychini El Moursy, 1961
  - Tribus Pedilophorini Casey, 1912
  - Tribus Simplocariini Mulsant & Rey, 1869
- Onderfamilie Syncalyptinae Mulsant & Rey, 1869
  - Tribus Microchaetini Paulus, 1973
  - Tribus Syncalyptini Mulsant & Rey, 1869
- Onderfamilie Amphicyrtinae LeConte, 1861